# Sorianisme
Sorianisme és el nom que va rebre un moviment polític d'ideologia republicana al País Valencià, impulsat el 1903 per un sector valencià del Partit Republicà Radical oposat al blasquisme. Rep aquest nom perquè era centrat en la figura del líder d'aquesta fracció, Rodrigo Soriano y Barroeta-Aldamar. El seu diari era El Radical i entre els qui donaren suport al partit s'hi troben Anicet Llorente Arregui, Josep Maria Escuder i Julio Cervera Baviera.

## Periple electoral
Aquesta fracció aconseguí aplegar al voltant seu molts militants republicans descontents amb la direcció de Vicente Blasco Ibáñez. Així va presentar candidats propis a les eleccions generals espanyoles de 1903 i posteriorment a les de 1907, en les que els seus candidats es va imposar dins la candidatura de la Unió Republicana per sobre dels del Partit d'Unió Republicana Autonomista (hom creu que en part gràcies a votants que no eren republicans). A diferència dels blasquistes, va meditar la possibilitat de formar una Solidaritat Valenciana amb altres grups valencianistes d'ideologia diversa, i així va participar en l'Assemblea Regionalista Valenciana de 1907, però finalment se'n va desdir, cosa que molts valencianistes van veure com una traïció.
A les eleccions generals espanyoles de 1910 a la província de València només obtingueren escó els candidats del PURA, malgrat que els sorianistes anaven aliats amb el PSOE. Aleshores començà el seu declivi. A les eleccions generals espanyoles de 1914 es presentà com a Partit Radical Conjuncionista, però l'únic escó republicà valencià se'l va endur el PURA. A les eleccions generals espanyoles de 1916 va formar part de la Conjunció Republicano-Socialista juntament amb Unió Republicana, Partit Republicà Radical, Partido Reformista i PSOE, que va assolir dos escons (un d'ells per al PURA). A les eleccions generals espanyoles de 1918 va trencar amb la Conjunció (anomenada ara Aliança d'Esquerres) i va voler jugar la carta valencianista contra la Unió Valencianista Regional (UVR), presentant-se sota les sigles Partit Republicà Regionalista, però ni PRR ni UVR van obtenir escó.
Després d'aquest fracàs decidiren no presentar-se a les eleccions generals espanyoles de 1919 i van donar suport de caràcter personal als candidats Faustí Valentín i Torrejón (escindit d'Unió Republicana) i a Andrés Ovejero Bustamente (PSOE). Tampoc es presentà a les eleccions generals espanyoles de 1920, i a les de 1923 es va limitar a demanar que fessin el boicot als candidats blasquistes. Finalment la secció fou dissolta durant la dictadura de Miguel Primo de Rivera.
Els enfrontaments verbals i físics entre candidats blasquistes i sorianistes a les eleccions locals valencianes (fins i tot a tret de pistola) van enrarir la vida política local valenciana del primer quart del segle xx.